# Trois Études de Concert
Los Trois études de concert, S.144 son un conjunto de tres estudios para piano de Franz Liszt compuestos entre 1845 y 1849. Fueron publicados en París como Trois caprices poétiques. Como el título indica, los estudios no están destinados únicamente para desarrollar una técnica mejor, sino también para la interpretación en concierto. Los subtítulos italianos asociados a los estudios, Il lamento, La leggierezza, Un sospiro, no aparecían en las primeras ediciones.
Parece que dichos subtítulos no fueron sugeridos por Liszt, y aunque no hay evidencia de que intentara eliminarlos de las ediciones, ninguna de las publicadas por el editor Kistner durante la vida de Liszt los utilizaban; él simplemente los ignoraba, refiriéndose siempre a las piezas por su tonalidad.
Este conjunto de estudios, junto al S. 145, fue dedicado al tío de Liszt, Eduard Liszt (1817-1879), el hijo más joven del abuelo de Liszt y hermanastro de su propio padre. Eduard organizó los asuntos comerciales de Franz durante más de treinta años hasta su muerte en 1879.

## Étude No. 1,Il lamento
Il lamento es el primero de los Trois études de concert de Liszt. Escrito en la bemol mayor, está entre las piezas más largas del compositor en este género. Comienza con una lírica melodía de cuatro notas seguida por un patrón cromático al estilo de Chopin que reaparece en la coda. Aunque la pieza empieza y termina en la bemol mayor, la música modula a otra tonalidades, como la mayor, sol mayor, si mayor, re sostenido mayor y fa sostenido mayor.

## Étude No. 2,La leggierezza
La leggierezza es el segundo de los Trois études de concert. Es una pieza en fa menor monotemática con una línea melódica muy simple en cada mano en un inusual tempo Quasi allegretto, habitualmente ignorado por un tempo más acelerado. Comienza con un rápido y delicado arpeggio de dieciséis notas cromáticas dividido en terceras y sextas bajo una subdivisión rítmica irregular y una cadenza que subraya la ligera atmósfera que le da título. Las dificultades técnicas incluyen rápidos pasajes de terceras menores en la mano derecha y ágiles y ligeras escalas cromáticas.

## Étude No. 3,Un sospiro
El tercero de los Trois études de concert, Un sospiro está en re bemol mayor. Es un estudio de cruce de manos, cantando una simple melodía con manos alternas y arpeggios. Por tanto, uno de los aspectos a trabajar es la acentuación de la melodía y su fraseo utilizando ambas manos. La melodía es bastante dramática, casi impresionista, cambiando radicalmente de dinámicas.
El estudio en re bemol mayor presenta una ambiente fluido, gracias a los arpeggios, con una simple melodía flotando por encima, y escrita en un tercer pentagrama. Las notas de la melodía presentan la plica hacia abajo, si están pensadas para ser tocadas con la mano izquierda, o hacia la derecha, si pertenecen a la mano derecha. Hay tal alternancia que mientras la mano izquierda toca la armonía, la derecha interpreta la melodía y viceversa. Además Liszt escribió una pequeña cadenza en la sección intermedia.
Hacia el final ambas manos deben cruzarse en un patrón aún más complejo. Estos cruces permiten alcanzar las notas más dramáticas cerca del final de la obra, en la última página.

### Películas
- Fue parte de la banda sonora de la película "Concert Magic" de Paul Gordon, rodada en 1948.
- La obra fue utilizada como un tema recurrente en la película Letter from an Unknown Woman de Max Ophüls de 1948.
- Constituyó el tema principal de la película de 1960, Song Without End.
- Apareció también en Shine de Scott Hicks de 1996.
- Fue también una pieza inspiradora en Zawa-zawa Shimo-Kitazawa de Jun Ichikawa del 2000 para una chica japonesa a la hora de encontrar su camino en la vida.
- Es interpretada por el personaje Kato con Lenore en su primera cita en la película The Green Hornet de 2011.